# Éric Berthon
Éric Berthon (Mulhouse, 10 de octubre de 1961) es un deportista francés que compitió en esquí acrobático, especialista en la prueba de baches.
Ganó dos medallas en el Campeonato Mundial de Esquí Acrobático, oro en 1986 y bronce en 1989. Participó en los Juegos Olímpicos de Albertville 1992, ocupando el cuarto lugar en su especialidad.

## Medallero internacional
| Campeonato Mundial | Campeonato Mundial | Campeonato Mundial | Campeonato Mundial |
| Año                | Lugar              | Medalla            | Competición        |
| ------------------ | ------------------ | ------------------ | ------------------ |
| 1986               | Tignes (Francia)   | Medalla de oro     | Baches             |
| 1989               | Oberjoch (RFA)     | Medalla de bronce  | Baches             |